# Jundziliszki (Białoruś)
Jundziliszki (biał. Юндзілішкі; ros. Юндилишки) – chutor na Białorusi, w obwodzie grodzieńskim, w rejonie werenowskim, w sielsowiecie Podhorodno, przy granicy z Litwą.
W dwudziestoleciu międzywojennym leżały w Polsce, w województwie nowogródzkim, w powiecie lidzkim, w gminach Aleksandrowo (do 1925), Mackiszki (1925 - 1929) oraz Bieniakonie (od 1929). Po II wojnie światowej w granicach Związku Radzieckiego. Od 1991 w niepodległej Białorusi.
Po upadku Związku Sowieckiego miejscowość została przedzielona białorusko-litewską granicą państwową.